# James Cholmondeley

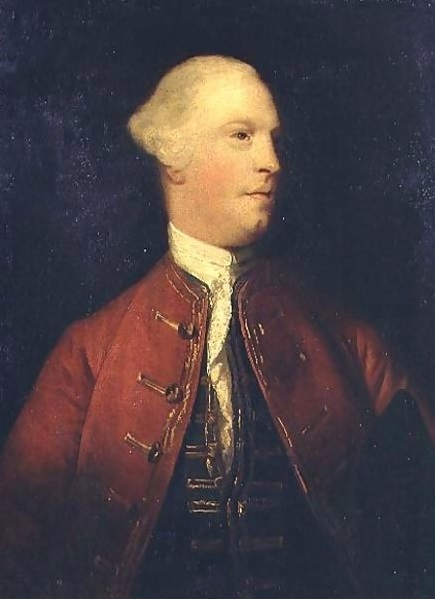
Hon. James Cholmondeley, um 1760

Hon. James Cholmondeley (* 18. April 1708; † 13. Oktober 1775) war ein britischer General und Politiker.

## Leben
Er war der dritte und jüngste Sohn des Generals George Cholmondeley, 2. Earl of Cholmondeley (1666–1733), aus dessen Ehe mit der niederländischen Adligen Elizabeth van Ruytenburgh († 1722). Er selbst heiratete Lady Penelope Barry, eine Tochter des Lieutenant-General James Barry, 4. Earl of Barrymore. Die Ehe blieb kinderlos und wurde 1736 geschieden.
Er trat im April 1725 als Guidon und Major des von seinem Vater kommandierten 3rd Troop of Horse Guards in die British Army ein. 1731 erhielt er auch das Amt des Lieutenant-Governor von Chester. Er wurde dadurch Stellvertreter seines ältesten Bruders George Cholmondeley, 3. Earl of Cholmondeley, der als Gouverneur von Chester, Oberbefehlshaber der auf Chester Castle stationierten Garnison war. Im selben Jahr wurde er zum Lieutenant-Colonel, 1741 zum Colonel, 1745 zum Brigadier-General, 1747 zum Major-General, 1754 zum Lieutenant-General und 1770 zum General befördert. Er amtierte nacheinander als Colonel verschiedener Infanterie- und Kavallerieregimenter. So war er von 1741 bis 1742 Colonel des neugegründeten späteren 48th Regiment of Foot, von 1742 bis 1749 Colonel des späteren 34th Regiment of Foot, 1749 Colonel des späteren 12th Regiment of Dragoons, von 1749 bis 1750 Colonel des 1st Regiment of Carabiniers und von 1750 bis 1775 Colonel des 6th (Inniskilling) Regiment of Dragoons. Während des Österreichischen Erbfolgekriegs diente er von 1743 bis 1745 in Flandern, unter dem Duke of Cumberland. Bei der Niederlage in der Schlacht bei Fontenoy im Mai 1745 nahm er mit seinem Regiment an dem Nachhutsgefecht teil, das es den alliierten Truppen ermöglichte, sich in guter Ordnung zurückzuziehen. Anschließend nahm er in Schottland an der Niederschlagung des Jakobitenaufstands teil und kämpfte im Januar 1746 in der Schlacht bei Falkirk. 1770 wurde er als Nachfolger seines verstorbenen älteren Bruders George selbst Gouverneur von Chester und hatte dieses Amt bis zu seinem Tod inne.
Parallel zu seiner Militärlaufbahn war er von 1731 bis 1747 Mitglied des britischen House of Commons, von 1731 bis 1734 als Abgeordneter für Bossiney, von 1734 bis 1741 für Camelford und von 1741 bis 1747 für Montgomery. Seine politische Karriere wurde vom Schwiegervater seines ältesten Bruder, dem Premierminister Robert Walpole, 1. Earl of Orford, gefördert. Im Parlament unterstützte Cholmondeley, auch nach dem Rücktritt Walpoles, 1742, die Politik der Regierung.
Er starb 1775 im Alter von 67 Jahren und wurde in Westminster Abbey bestattet. Seine Besitzungen fielen an seinen Großneffen George Cholmondeley, 4. Earl of Cholmondeley, den späteren 1. Marquess of Cholmondeley.